# یلوه‌کرک‌ها
یلوه‌کرک‌ها (نام علمی: Crex) نام یک سرده از تیره یلوگان است.